# 三股子
三股子，原寫為三股仔，是臺灣臺南市七股區的一個傳統地域名稱，位於該區中部偏西南。相較於今日行政區，其範圍大致包括七股里南端、溪南里南大半部、永吉里西北半部、三股里不含北部西半段、十份里北部邊界地帶。

## 歷史
臺灣日治初期，三股子地區為一（舊制）街庄，稱為「三股仔庄」，隸屬於西港仔堡。昔日該庄本島部分西北隔七股藔溪（今七股溪）與下山仔藔庄為界，北隔七股藔溪支流及陸地與七股藔庄為界，東與樹仔腳庄、七十二份庄為鄰，南邊隔三股溪與十份塭庄為界，西邊鄰海。海域轄區部分略呈東南—西北走向，其東北邊及北邊與下山仔藔庄所轄海域為界，南邊及西南邊與十份塭庄所轄海域為界，領有沙洲頂頭額汕北部，該洲沙以西臨臺灣海峽，該沙洲東側另有一較小無名沙洲。
1901年（日治明治三十四年）11月，全臺廢縣廳改設二十廳，該庄隸屬於鹽水港廳。1903年（明治三十六年）6月，該庄編入「塭仔內區」，隸屬於鹽水港廳。1909年（明治四十二年）10月，合併二十廳為十二廳，塭仔內區改隸屬於臺南廳。1920年（大正九年），全臺地方制度大改正，廢十二廳改設五州二廳，該庄改制並雅化為「三股子」大字，隸屬於臺南州北門郡七股庄（新制街庄）。
戰後七股庄改制為七股鄉，隸屬於臺南縣，大字亦改制為村。1950年10月，雲、嘉、南分治，七股鄉仍隸屬於臺南縣。2010年12月25日，臺南縣市合併，七股鄉改制為七股區，隸屬於新成立的直轄市臺南市，村亦改制為里。

## 聚落
本地區發展較早的聚落有三股仔（三股）、九股仔、鮎藔崙（位於沙洲頂頭額汕北部）等，在日治期初期的官方地圖上已有記載。此外，本地區尚有東三股聚落。

## 交通
省道台61線又稱「西部濱海快速公路」，目前通車路段北起新北市八里區臺北港，南至臺南市七股區九塊厝，經過本地區中西部。本地區北上可經由市道173甲線、七股交流道進入台61線北上車道；由此可快速前往台灣西部沿海各地。
市道173甲線是北門區蘆竹溝至七股區九塊厝的道路，全線與省道台61線並行，為其兩側平面車道。
區道南31線是下山至海埔地的道路。
區道南31-1線是海寮至溪南的道路。
區道南38線是海埔地至竹橋的道路。
區道南39線是三股至十份的道路。
區道南39-1線是三股至永吉的道路。

## 學校
- 三股國小